# Charles Leupp
Charles Mortimer Leupp (* 14. Oktober 1807 in New Brunswick, Middlesex County, New Jersey; † 5. Oktober 1859 in Manhattan, New York County, New York) war ein US-amerikanischer Lederhändler, Kunstsammler und Mäzen.

## Leben
Leupp, geboren als Charles Mortimer Lupp, war das fünfte Kind von William Lupp (1766–1845), Spross deutscher Einwanderer, und Margaret Hodge (1771–1861) aus New Brunswick. Er besuchte Schulen seiner Vaterstadt. Im Alter von 15 Jahren wurde er Angestellter des Lederhändlers Gideon Lee, der damals als Mitglied der New York State Assembly begann, eine steile politische Karriere zu beschreiten. Unterbrochen vom Militärdienst, den er 1826 absolvierte, baute er das Geschäft der Gerberei seines Chefs erfolgreich aus. Dieser machte ihn innerhalb weniger Jahre zu seinem Partner. Außerdem heiratete er dessen Tochter, Laura Theresa Lee († 1842), die drei Töchter gebar, Laura Theresa (1838–1908), Isabella (* 1840) und Margaret (* 1842). Als Teilerbe seines Schwiegervaters, der zwischen 1835 und 1837 den Staat New York im US-Repräsentantenhaus vertreten hatte, wurde Leupp 1841 ein sehr vermögender Mann. Den Namen der Firma ließ er in Charles M. Leupp & Company ändern. Zu dieser Zeit war er einer der führenden Kaufleute Manhattans. Auf der Grundlage seines Vermögens betätigte er sich zusätzlich im Bankenwesen, so wurde er ein Direktor der Greenwich Savings Bank und der Mechanics’ Bank. Zudem war er im Management der New York and New York and Erie Railroad Company tätig.

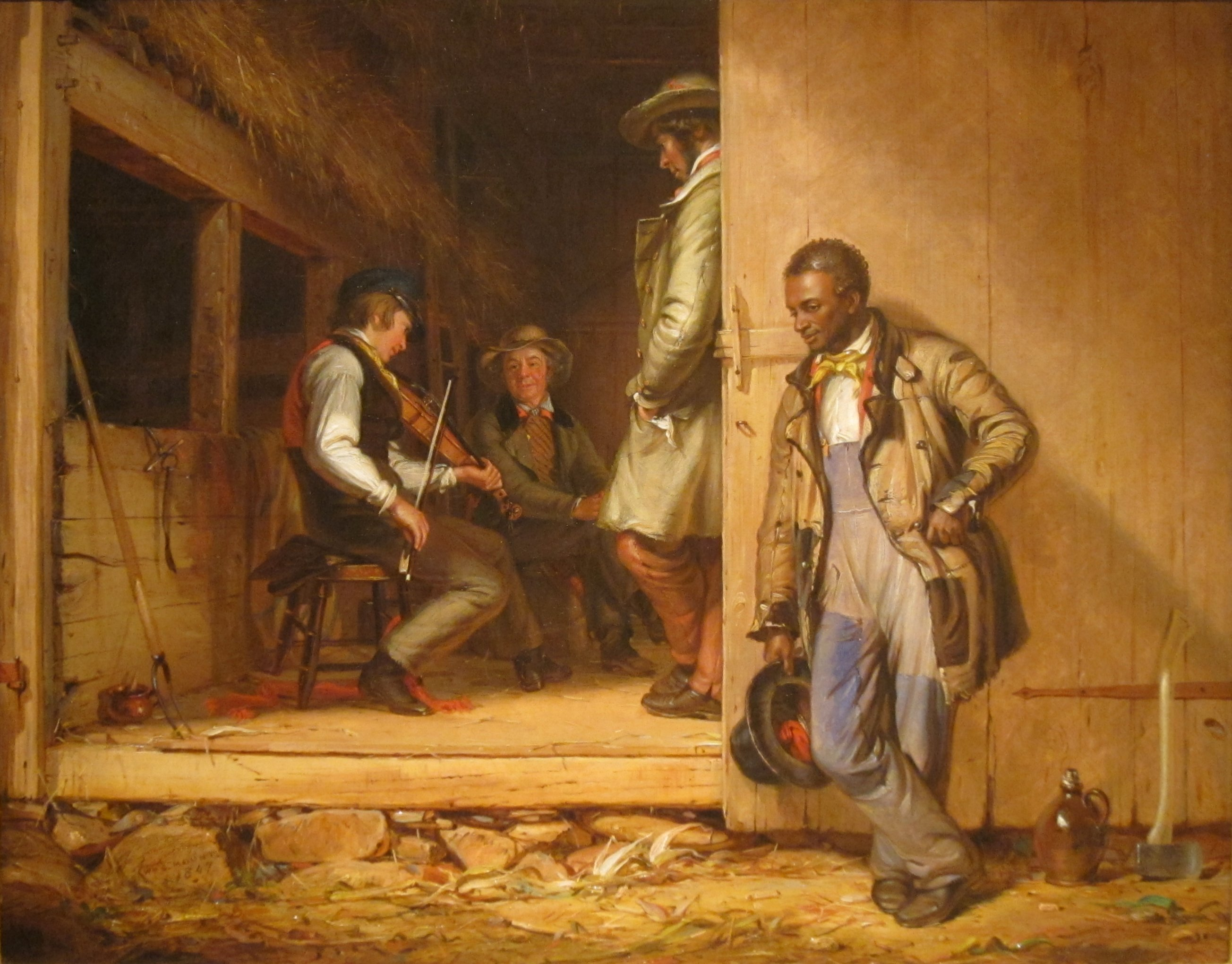
The Power of Music, gemalt 1847 von William Sidney Mount als Auftragsarbeit für Charles Leupp

Neben Geschäft und Familie engagierte sich Leupp in privaten Gesellschaften des Bildungsbürgertums, so in der Gesellschaft The Column, einem Kreis aus ehemaligen Absolventen der Columbia University, und im Sketch Club, einem Verein von Kunst- und Literaturinteressierten, dem auch seine Freunde William Cullen Bryant, Asher Brown Durand und Francis William Edmonds angehörten und aus dem 1847 die Century Association hervorging. Ferner war er wie Bryant einer der Gründer und Manager der American Art-Union, zudem ab 1843 Ehrenmitglied der National Academy of Design und Vorsitzender der Mechanics’ Society. Besondere Verdienste erwarb er sich als Unterstützer des New York House of Refuge. Als Kunstsammler interessierte er sich insbesondere für Künstler der Hudson River School. In seiner Privatsammlung befanden sich Gemälde von Durand, Edmonds, Robert Walter Weir, Emanuel Leutze, Thomas Cole, John Frederick Kensett, William Sidney Mount und anderen. Leupps Vernetzung in New Yorker Patriziat und Künstlerschaft sowie seine Kunstpatronage machten ihn zu einer treibenden Kraft im kulturellen Leben New Yorks.
1845 bereiste Leupp zusammen mit Bryant Europa und den Nahen Osten. 1849 reisten sie erneut nach Europa. Ihre Reisen führten sie jeweils ins Rheinland, wo sie im August 1845 die Kunstakademie Düsseldorf besuchten, damals bekannt durch die Düsseldorfer Malerschule, in deren Milieu sich seinerzeit eine Kolonie US-amerikanischer Maler aufhielt, unter ihnen Leutze, den Bryant als Illustrator seiner Gedichte gewann.
1856 gingen Leupp und sein Schwager David Williamson Lee eine Partnerschaft mit dem Geschäftsmann Jay Gould ein. Diese Partnerschaft zerbrach in der Wirtschaftskrise von 1857. Während Leupp darüber sein Vermögen verlor und psychisch schwer erkrankte, gelang es Gould, aus dem Niedergang seiner Partner Vorteile zu schlagen. Die Erkrankung, deren Anzeichen sich schon vor der Partnerschaft mit Gould gezeigt hatten, wurde so schwer, dass seine Familie schließlich erwog, ihn in einer Anstalt unterzubringen. Am 5. Oktober 1859 schied Leupp in seinem palastartigen Wohnhaus an der Madison Avenue/Ecke 25th Street durch Suizid aus dem Leben, indem er sich mit einer Flinte ins Herz schoss.
Leupps Gemäldesammlung, eine der bedeutendsten der Vereinigten Staaten, wurde 1860 im New Yorker Auktionshaus E. H. Ludlow & Co. versteigert. Ein vor dem Jahr 1843 von William Page geschaffenes Bildnis in Öl und eine Fotografie, die sich im Besitz der National Portrait Gallery Washington befindet, überliefern die Gesichtszüge Leupps.